# Полозаозерське сільське поселення
Полозаозе́рське сільське поселення (рос. Полозаозёрское сельское поселение) — муніципальне утворення у складі Бердюзького району Тюменської області, Росія.
Адміністративний центр — село Полозаозер'є.

## Населення
Населення — 651 особа (2020; 642 у 2018, 733 у 2010, 863 у 2002).

## Склад
До складу поселення входять такі населені пункти:
| Населений пункт     | Населення, осіб (2002) | Населення, осіб (2010) |
| ------------------- | ---------------------- | ---------------------- |
| Кутирьова, присілок | 309                    | 248                    |
| Полозаозер'є, село  | 554                    | 485                    |